# Альфа Секстанта
Альфа Секстанта (α Sextantis, α Sex) — ярчайшая звезда созвездия Секстанта. Видна невооружённым глазом на тёмном ночном небе, поскольку видимая звёздная величина составляет 4,49. Расстояние до звезды, оцененное по измерению годичного параллакса, составляет около 280 световых лет. Звезду иногда называют "экваториальной", поскольку она лежит менее чем в четверти градуса к югу от небесного экватора. В 1900 году звезда находилась в 7 минутах к северу от небесного экватора. В результате смещения оси вращения Земли звезда перешла в южную часть неба в декабре 1923 года.
Звезда представляет собой проэволюционировавшую звезду-гигант спектрального класса  A0 III. По массе звезда втрое превосходит Солнце, а по радиусу — в 4,5 раза. Содержание химических элементов схоже с солнечным. Светимость равна 120 светимостям Солнца, эффективная температура поверхности составляет 9984 K. Возраст Альфы Секстанта оценивается в  295 млн лет, проекция скорости вращения составляет 21 км/с.